# Oreopanax fulvus
Oreopanax fulvus är en araliaväxtart som beskrevs av Élie Marchal. Oreopanax fulvus ingår i släktet Oreopanax och familjen Araliaceae. Inga underarter finns listade.